# District sud-ouest
Le District sud-ouest est un district de la région Maekel de l'Érythrée. 